# Epidemie Records
Epidemie Records – czeska wytwórnia płytowa z siedzibą w Humpolcu. W drugiej połowie lat 90. była kojarzona z gatunkami takim jak grindcore i death metal. Obecnie zajmuje się głównie wydawaniem albumów z gatunków: drone, ambient, black metal, funeral doom metal, avant-garde metal. Nakładem wytwórni ukazały się albumy między innymi takich wykonawców jak: Thy Catafalque i Gallileous.